# فرودگاه عین ادیس
فرودگاه عین ادیس (به انگلیسی: Ain Eddis Airport) یک فرودگاه همگانی با کد یاتا BUJ است که یک باند فرود آسفالت دارد و طول باند آن ۲۲۰۰ متر است. این فرودگاه در کشور الجزایر قرار دارد و در ارتفاع ۴۵۹ متری از سطح دریا واقع شده‌است.